# فلاد كيريكيش
فلاد كيريكيش (بالرومانية: Vlad Chiricheș)‏ هو لاعب كُرَة قَدَم روماني في مركز قلب الدفاع ولد في يوم 14 نوفمبر 1989 في مدينة باكاو في رومانيا، يلعب حالياً في الدوري الإنجليزي الممتاز مع نادي توتنهام هوتسبر كما سبق له اللعب مع اندية نادي ستيوا بوخارست وسي إس باندوري تارغو جيو وإنترنشنال كورتيا في رومانيا ولعب في النشوء مع نادي بنفيكا في البُرتغال وهو يلعب مع منتخب رومانيا لكرة القدم منذ عام 2011 ويبلغ طوله 184 سم.

## روابط خارجية
- فلاد كيريكيش على موقع الاتحاد الدولي (مؤرشف)  (الإنجليزية)
- فلاد كيريكيش على موقع الاتحاد الأوربي (الإنجليزية)
- فلاد كيريكيش على موقع قاعدة بيانات كرة القدم.إي يو (الإنجليزية)
- فلاد كيريكيش على موقع ليكيب (الفرنسية)
- فلاد كيريكيش على موقع ناشيونال فوتبول تيمز (الإنجليزية)
- فلاد كيريكيش على موقع Soccerbase.com (لاعب) (الإنجليزية)
- فلاد كيريكيش على موقع Soccerway.com (الإنجليزية)
- فلاد كيريكيش على موقع عالم كرة القدم.نت (الإنجليزية)
- فلاد كيريكيش على موقع AS.com (الإسبانية)